# Fandžingšan
Fandžingšan (kitajsko: 梵净山; pinjin: Fànjìngshān) ali gora Fandžing, ki je v Tongrenu v provinci Guidžov, je najvišji vrh gorovja Vuling na jugovzhodu Kitajske, z nadmorsko višino 2570 m. Nacionalni naravni rezervat Fandžingšan je bil ustanovljen leta 1978 in leta 1986 imenovan za biosferni rezervat UNESCO. Fandžingšan je sveta gora v kitajskem budizmu, ki velja za bodhimaṇḍa Maitrejevega Bude. Leta 2018 je bila vpisana Unescov seznam svetovne dediščine.

## Ime
Ime gore Fandžing je okrajšava od Fantian Džingtu (梵天净土) ali Brahmova čista dežela. Fantian je kitajsko ime za budističnega nebeškega kralja Brahmo, Džingtu pa je kitajsko ime za 'čisto deželo', središče budizma čiste dežele.

## Lokacija in okolje
Fandžingšan je v Tongrenu v provinci Guidžou na jugovzhodu Kitajske. Je najvišji vrh gorovja Vuling. Nadmorska višina njegovega terena je od 480 do 2570 metrov nad morsko gladino.
Narodni naravni rezervat Fandžingšan je bil ustanovljen leta 1978 in leta 1986 razglašen za biosferni rezervat Unesca. Rezervat pokriva skupno površino 567 km² in je ohranitveno območje primitivne vegetacije srednje subtropske alpske regije vzhodne Kitajske. Gora je bila julija 2018 razglašena za območje svetovne dediščine.
Relativna izolacija Fandžingšana je zagotovila visoko stopnjo biotske raznovrstnosti. Endemične vrste, kot sta redka guidžovska zlata opica (Rhinopithecus brelichi) in jelka Fandžingšan (Abies fanjingshanensis), se pojavljajo le v majhni regiji s središčem v Fandžingšanu. Tu najdemo tudi več ogroženih vrst, vključno s kitajskim velikanskim močeradom, gozdnim mošusnim jelenom in Reevovim fazanom. Tu je tudi največji in najbolj zgoščen subtropski pragozd bukve.
- Fandžingšan
- Gobja skala
- Kamnite stopnice
- Džinding

## Budizem
Fandžingšan velja za sveto goro kitajskega budizma in se uvršča tik pod Štiri svete gore budizma. Velja za bodhimaṇḍa (ali daočang) – mesto, kjer je človek dosegel razsvetljenje – Maitrejevega Bude. Vpliv budizma je Fandžingšan dosegel najpozneje z dinastijo Tang, zlasti po tem, ko je Hou Hongren (侯弘仁) zgradil cesto Zangke (牂牁道) leta 639 našega štetja, kar je olajšalo prevoz v goratem območju, lokalni časopisi pa poročajo o gradnji več templjev na tem območju. Med naslednjima dinastijama Song in Juan je bilo zgrajenih več templjev.
Budizem je močno napredoval med dinastijama Ming in Qing, ko je kult Tianguan Maitreje (天冠弥勒) postal prevladujoč v Fandžingšanu. Bodžoujski upor v poznem 16. stoletju je povzročil veliko škodo templjem Fandžingšan. Po zadušitvi upora je cesar Vanli ukazal menihu Miaoxuanu (妙玄), naj ponovno zgradi Zlati vrh in tempelj Čeng'en (承恩寺). Na tem območju je bilo zgrajenih veliko drugih templjev, s čimer se je začelo zlato obdobje za budizem v Fandžingšanu. Večina templjev med dinastijama Ming in Čing je pripadala budistični sekti Čista dežela in Linji.
V nemirih, ki so strmoglavili dinastijo Čing, so roparske vojske in razbojniki uničili številne templje, v dobi republike Kitajske pa je ostalo le malo menihov. Po nadaljnjih uničenjih med kulturno revolucijo je budizem od 1980-ih doživljal preporod. Številni stari templji so bili obnovljeni in zgrajeni novi, vključno s templjem Čengen, templjem Huguo Čan (护国禅寺), templjem velikega zlatega Bude (大金佛寺) in templjem Longčuan (龙泉寺).
Leta 2010 je bil odprt Budistični kulturni park Fandžingšan z Zlato dvorano, v kateri je 5 metrov visok kip Bude Maitreja, narejen iz 250 kg zlata in tisoče draguljev. To naj bi bil največji zlati Maitrejev kip na svetu.
- Budistični tempelj na zlatem vrhu Rdečih oblakov
- Tempelj Čengen z gore Fandžing
- Dvorana dharme, tempelj Čengen

## Priznanje
Asteroid 215021 Fandžingšan, ki so ga leta 2005 odkrili astronomi PMO NEO Survey Program, je bil poimenovan po mestu svetovne dediščine. Uradno navedbo poimenovanja je 8. novembra 2019 objavil Center manjših planetov (M.P.C. 118221).
Rod (Fanjingshania) fosilnega hondrichthyana, odkritega v provinci Guizhou, je dobil ime po gori Fandžingšan.